# Škovec, Trebnje
Škovec este o localitate din comuna Trebnje, Slovenia, cu o populație de 84 de locuitori.